# Selma (Alabama)
Selma város az USA Alabama államában, Dallas megyében, melynek megyeszékhelye is. Lakosainak száma 17 971 fő (2020. április 1.).

## Népesség
A település népességének változása:

| 2010 | 20 756 |
| 2020 | 17 971 |